# 米尔科·巴列夫
米尔科·卡列夫·巴列夫（英語：Milko Kalev Balev，1920年8月14日—2002年10月8日），是保加利亚共产党中央政治局委员、中央书记处书记，托多尔·日夫科夫执政时期的中央办公厅主任，也是托多尔·日夫科夫亲信和助手。